# Principe de Asturias
Principe de Asturias was een licht vliegdekschip van de Spaanse marine. Aanvankelijk luidde zijn naam Almirante Carrero Blanco. De bouw van het schip startte in 1979 en het schip werd te water gelaten in 1988. In 2013 werd het schip uit dienst gesteld.

## Bouw
De bouw van de Principe de Asturias begon in 1979 in de Ferrol scheepswerf van Bazán. In 1982 werd het schip te water gelaten en zes jaar later kon het in gebruik genomen worden. 
Het schip had een vliegdek van 175,3 meter lang en 29 meter breed met op de boeg een schans met hellingshoek van 12°. Er waren twee vliegtuigliften aangebracht, waarvan één op de achtersteven. De hangar van het schip had een oppervlak van 2300 m² waar de 24 toestellen konden worden geplaatst.